# 黄忠街道
黄忠街道，是中华人民共和国四川省成都市金牛区下辖的一个已撤销的乡镇级行政单位。2019年12月，金牛区调整部分街道行政区划，撤销黄忠街道，将原黄忠街道所属行政区域划归茶店子街道管辖，茶店子街道办事处驻安蓉路8号。

## 行政区划
黄忠街道下辖以下地区：
金沙公园东社区、金沙公园北社区和金沙公园社区。